# Marianos Argyre
Pour les articles homonymes, voir Argyre.
Marianos Argyre (en grec : Μαριανός Ἀργυρός) est un aristocrate byzantin et un membre de la famille des Argyre. En 944, il est moine et soutient l'arrivée de Constantin VII comme seul empereur. Il est alors autorisé à quitter son monastère pour rentrer au service de l'empereur. Il détient alors plusieurs commandements militaires importants, combattant contre des rebelles locaux en Italie du Sud, contre les Fatimides et dans les Balkans contre les Hongrois. En 963, il tente de s'opposer à l'ascension sur le trône du général Nicéphore Phocas en prenant le contrôle de Constantinople et en arrêtant son père, Bardas Phocas l'Ancien. Au cours de la bataille qui s'ensuit, il est frappé à la tête et meurt le lendemain, le 16 août 963.

## Biographie

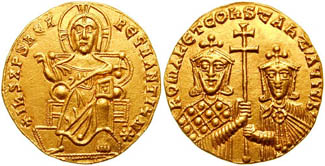
Solidus en or représentant Romain Ier et Constantin VII.

### Contexte et coup d'État de 944
Marianos est le fils aîné du général Léon Argyre, actif dans les premières décennies du Xe siècle. Il a un frère, Romain Argyre, qui se marie en 921 à Agathe, une fille de l'empereur Romain Ier Lécapène. De ce fait, les Argyre font partie des principaux partisans du régime des Lécapène. Romain Lécapène est arrivé au pouvoir en 919 comme régent du jeune Constantin VII Porphyrogénète, qu'il marie à sa fille Hélène. En décembre 920, sa position devient si établie qu'il est couronné comme coempereur. Pour consolider son pouvoir et peut-être dans l'objectif de supplanter la dynastie macédonienne au pouvoir, Romain fait de son fils aîné Christophe Lécapène son coempereur en 921. En 924, ce sont ses deux autres fils, Étienne et Constantin qui deviennent coempereurs. Christophe meurt en 931 et, alors que Constantin VII est progressivement mis de côté, Étienne et Constantin gagnent en importance, même s'ils restent derrière leur beau-frère dans la hiérarchie impériale. Toutefois, en 943, l'empereur Romain vieillissant émet la volonté que Constantin VII reste l'empereur principal après sa mort. Ses deux fils n'acceptent pas cette décision et ils décident de fomenter un coup d'état pour s'emparer du pouvoir, dont Étienne est apparemment le leader alors que Constantin est plus réticent.
C'est dans ce contexte que Marianos Argyre apparaît pour la première fois dans les sources, en décembre 944. Il est alors moine et un confident d'Étienne Lécapène. Selon l'historien du XIe siècle Jean Skylitzès, il a été précédemment honoré par Romain, qui lui fait confiance. Toutefois, Marianos n'a pas soutenu le coup d'état des frères Lécapène le 20 décembre, qui déposent leur père et l'exile dans un monastère de l'île de Prote,,. Toutefois, quelques semaines plus tard, Constantin VII renverse les frères Lécapène avec le soutien de la population. Marianos a apparemment rallié Constantin VII, participant à l'arrestation des Lécapène. Comme récompense, Constantin VII le libère de ses vœux monastiques et l'élève au rang de patrice et au poste de comte des écuries. Son renoncement à l'habit monastique justifie son surnom d' Apambas ou Apabbas, dont l'étymologie est obscure,.

### Commandement en Italie du Sud

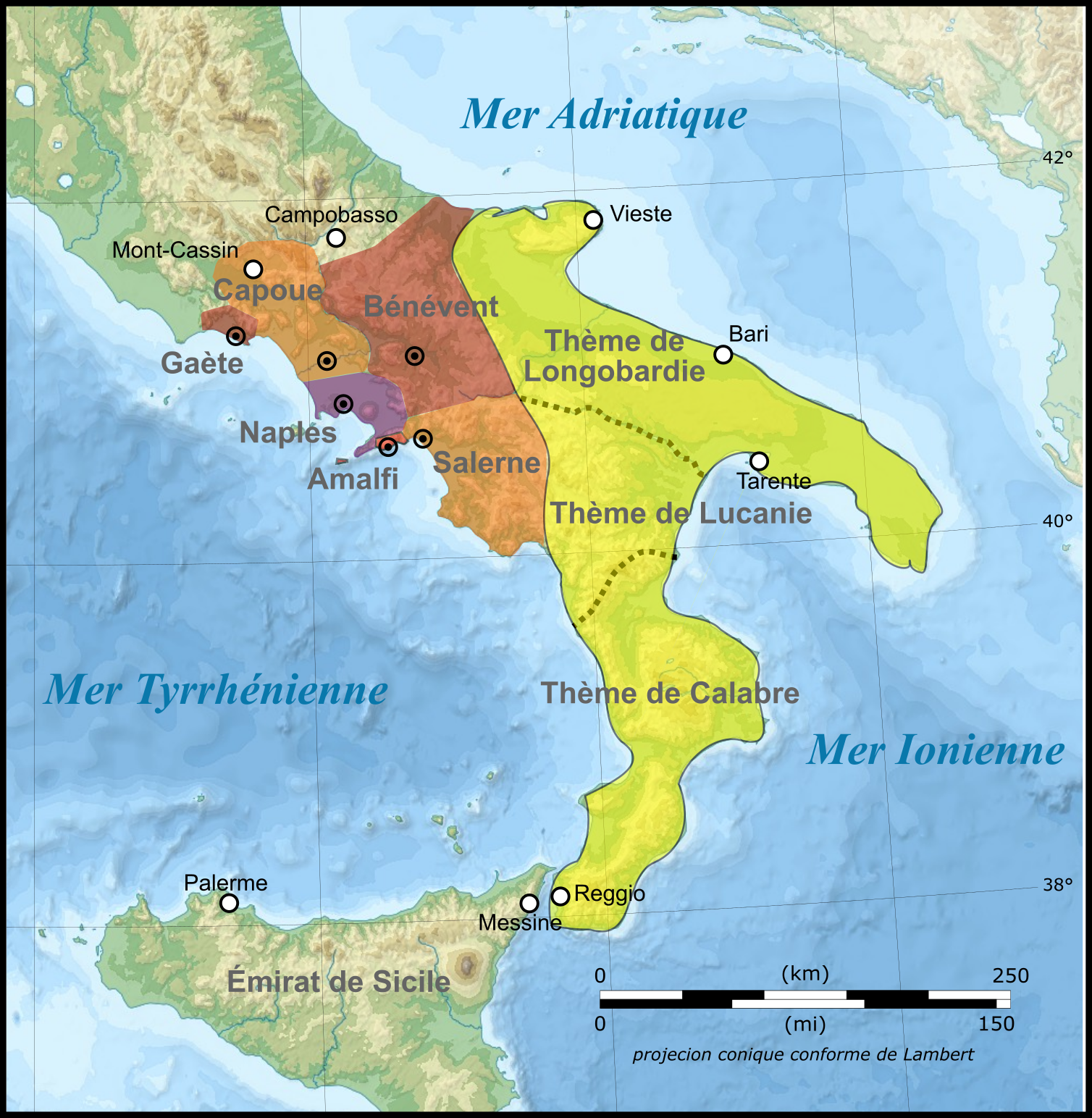
Carte de l'Italie du Sud à la fin du Xe siècle.

Marianos disparaît quelque temps des sources, jusqu'à ce qu'il soit porté à la tête des troupes des thèmes de Macédoine et de Thrace pour mener une expédition dans le Sud de l'Italie, vers 955. En effet, une rébellion locale a éclaté parmi les thèmes de Longobardie et de Calabre en Italie, impliquant la cité vassale de l'Empire de Naples. La force expéditionnaire byzantine encercle et assiège Naples jusqu'à la reddition de la ville. Marianos prend ensuite le commandement des provinces italiennes d'Italie. En 956, il est attesté comme stratège (gouverneur) de Calabre et de Longobardie. Au même moment, à la suite d'un raid fatimide sur Alméria, la guerre éclate entre les Fatimides et le califat omeyyade de Cordoue. Les sources fatimides rapportent que les Omeyyades proposent une action conjointe avec Byzance mais Marianos semble surtout concentré sur la répression de la rébellion, plutôt que sur une guerre avec les Fatimides. Des émissaires byzantins sont même envoyés auprès du calife fatimide Al-Muizz li-Dîn Allah et lui offrent un renouvellement et une extension de la trêve existante. Toutefois, Al-Mu'izz est déterminé à démontrer la collaboration entre les Omeyyades et les infidèles byzantins, ce qui le conduit à refuser cet accord,,.
Le calife envoie de nouvelles forces en Sicile, dirigées par Ammar ibn Ali al-Kalbi et son frère al-Hasan ibn Al al-Kalbi. Durant le printemps et l'été 956, la flotte fatimide s'oppose à la marine byzantine qu'elle défait lors de deux batailles dans le détroit de Messine. Il s'ensuit des raids fatimides sur la côte calabraise. À la suite de ces raids, Marianos se rend en personne au sein de la cour fatimide. Il désire conclure une trêve en l'échange du paiement d'un tribut et d'un échange annuel de prisonniers de guerre. Al-Mu'izz accepte les termes de cette trêve mais la guerre reprend peu après, quand l'amiral byzantin Basile détruit la mosquée construite par les Fatimides à Reggio de Calabre et lance un raid sur Termini Imerese. De ce fait, Marianos revient auprès de la cour fatimide dans une seconde ambassade en 957. Il passe d'abord par la Sicile, où il aurait fourni au gouverneur fatimide le tribut promis. Au cours de sa réception par al-Mu'izz, Marianos présente une lettre de Constantin VII confirmant les termes du traité conclus par la première ambassade. Toutefois, al-Mu'izz s'y oppose. Du fait de la rupture des négociations, Constantin VII envoie une grande expédition en Italie, sous le commandement des amiraux Krambéas et Moroléon, tandis que Marianos commande les troupes terrestres. Les Fatimides, dirigés par les frères Al-Hasan et Ammar, sont victorieux. Néanmoins, face à l'arrivée de renforts byzantins, la flotte fatimide quitte la Calabre mais sombre lors de son retour vers la Sicile,. Par la suite, Marianos n'est plus mentionné en Italie, bien qu'il ait pu diriger une troisième ambassade auprès d'Al-Mu'izz en septembre 958, qui conduit à la conclusion d'une trêve de cinq ans entre les deux puissances,.

### Commandement dans les Balkans et mort

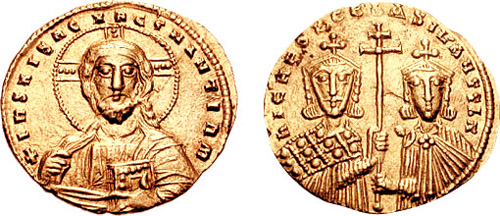
Histamenon représentant Basile II et Nicéphore Phocas.

Vers 959-961, Marianos Argyre défait un raid hongrois en Thrace, faisant beaucoup de prisonniers. En lien avec cette opération, Théophane continué se réfère en lui comme le monostratège du thème de Macédoine et le catépan d'Occident, un poste qui équivaut à celui de domestique des Scholes d'Occident, c'est-à-dire le général en chef des troupes européennes. Toutefois, il existe une incertitude quant à la signification exacte de ce poste, s'il s'agit d'un poste permanent ou d'une position ad hoc. En effet, il pourrait avoir agi en tant que stratège de Macédoine et commandant en chef temporaire de détachements issus d'autres thèmes européens. La deuxième hypothèse est la plus probable car les sources mentionnent que Léon Phocas le Jeune détient le poste de domestique d'Occident mais combat les Arabes en Orient au même moment,.
Le 15 mars 963, l'empereur Romain II décède de manière inattendue, laissant ses jeunes fils Basile II et Constantin VIII comme empereurs. Le puissant général Nicéphore Phocas (frère de Léon Phocas) décide de s'emparer du trône. Toutefois, il fait face à l'opposition de Joseph Bringas, le parakoimomène et tuteur des deux jeunes empereurs. À la recherche de soutien, il se tourne vers Marianos et lui offre le poste de général en chef des armées d'Orient, voire le trône en tant que coempereur, en échange de son aide,,. Dans un premier temps, Marianos suggère d'essayer d'obtenir la confiance de Jean Tzimiskès, le stratège des Anatoliques, qui est aussi le neveu et le lieutenant populaire de Phocas. Toutefois, Jean refuse et, plus encore, il montre la lettre de Marianos Argyre à son oncle, qui décide de rassembler ses armées à Césarée et de s'y faire proclamer empereur au début de l'été,. Alors que l'armée de Phocas progresse à travers l'Asie Mineure, Marianos Argyre tente de planifier un coup d'état à Constantinople avec les hommes des régiments macédoniens et des prisonniers de guerre. Toutefois, cette tentative s'oppose à la résistance de la population et provoque des combats dans les rues. Les Constantinopolitains deviennent particulièrement violents quand Marianos tente de s'emparer de Bardas, le père âgé de Nicéphore, qui s'est réfugié dans la basilique Sainte-Sophie. Selon les sources, Marianos est mortellement touché à la tête par un plateau lancé par une femme, depuis le toit d'une maison,,. Il décède le lendemain et les soutiens de Phocas prennent rapidement le contrôle de la capitale. Bringas est contraint de fuir dans la basilique Sainte-Sophie et le 16 août, Nicéphore Phocas est couronné empereur comme protecteur de Basile et Constantin.

## Sources
- (de) Ralph Johannes Lilie, Claudia Ludwig, Beate Zielke et Thomas Pratsch, Prosopographie der mittelbyzantinischen Zeit Online. Berlin-Brandenburgische Akademie der Wissenschaften. Nach Vorarbeiten F. Winkelmanns erstellt, De Gruyter, 2013
- Jean-Claude Cheynet et Jean-François Vannier, « Les Argyroi », Zbornik Radova Vizantološkog Instituta, vol. 40,‎ 2003, p. 57-90 (ISSN 0584-9888, lire en ligne)
- (en) Heinz Halm, The Empire of the Mahdi : The Rise of the Fatimids, vol. 26, Leiden/New York/Köln, Handbook of Oriental Studies, BRILL, 1996, 452 p. (ISBN 90-04-10056-3, lire en ligne)
- (en) Barbara Kreuz, Before the Normans : Southern Italy in the Ninth and Tenth Centuries, Philadelphie, University of Pennsylvania Press, 1996, 228 p. (ISBN 0-8122-1587-7, lire en ligne)
- (en) Steven Runciman, The Emperor Romanus Lecapenus and His Reign : A Study of Tenth-Century Byzantium, Cambridge/New-York/Port Chester, etc., Cambridge University Press, 1988, 275 p. (ISBN 0-521-35722-5)
- (en) Warren Treadgold, A History of the Byzantine State and Society, Stanford University Press, 1997, 1019 p. (ISBN 0-8047-2630-2, lire en ligne)
- (en) Michael Brett, The Rise of the Fatimids : The World of the Mediterranean and the Middle East in the Fourth Century of the Hijra, Tenth Century CE, vol. 30, Leiden, BRILL, 2001, 497 p. (ISBN 90-04-11741-5, lire en ligne)